# Federación Oriental

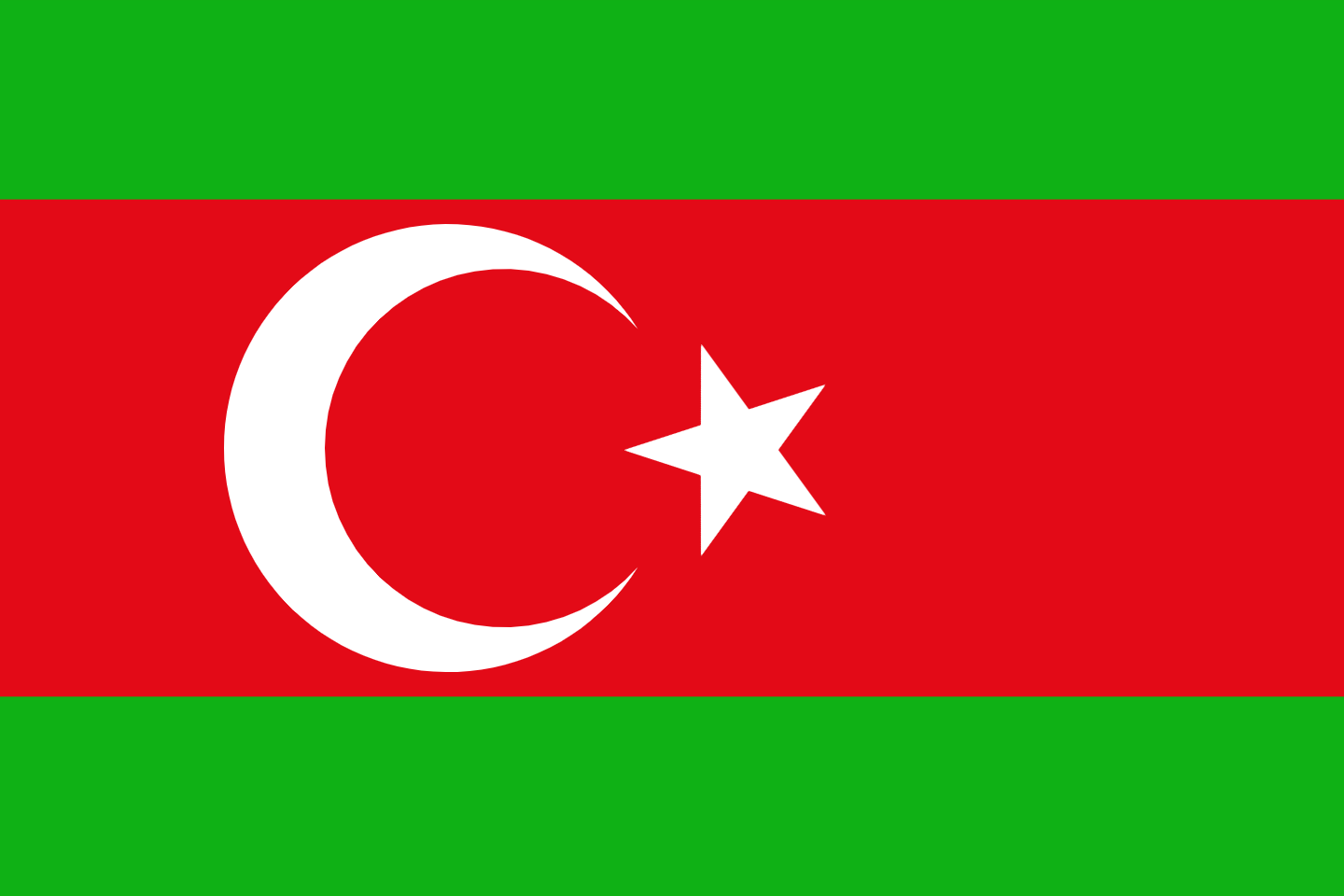
Bandera propuesta de la Federación Oriental, basada principalmente en la bandera del Imperio Otomano, que aparece en el centro con la luna creciente y la estrella sobre un fondo rojo y simboliza los territorios asiáticos de la federación, mientras que las dos franjas verdes arriba y abajo simbolizan sus territorios europeos. La luna creciente y la estrella ha sido el símbolo de la ciudad de Bizancio desde la antigüedad.

La Federación Oriental, también llamada Federación Otomana o Mancomunidad Otomana, es un plan para un estado federal que consta de 15 países actuales (Turquía, Grecia, Albania, Macedonia del Norte, Kosovo, Bulgaria, Rumania, Moldavia, Serbia, Montenegro, Bosnia y Herzegovina, Chipre, Armenia, Georgia, Azerbaiyán) en la región más amplia de los Balcanes, el Mediterráneo Oriental, Asia Menor y el Cáucaso, que cubre un área de 1.700.000 km² y cuenta con una población de aproximadamente 163.000.000 de habitantes. Es, esencialmente, una especie de renacimiento de los imperios otomano y bizantino, en el contexto de una federación multinacional con sede en Estambul, algo que igualmente puede considerarse un elemento básico de la ideología del neootomanismo.
Este escenario ha sido apoyado a lo largo del tiempo por muchos círculos, tanto en Turquía y Grecia, como en los Balcanes, desde principios del siglo XIX y el debilitamiento gradual hasta la disolución del Imperio Otomano . Entre los partidarios de la idea están Rigas Feraios, Ion Dragoumis, Georgios Typaldos, Eleftherios Venizelos, Kemal Atatürk, Georgios Papadópoulos, Dimitris Kitsikis y Recep Tayyip Erdoğan.

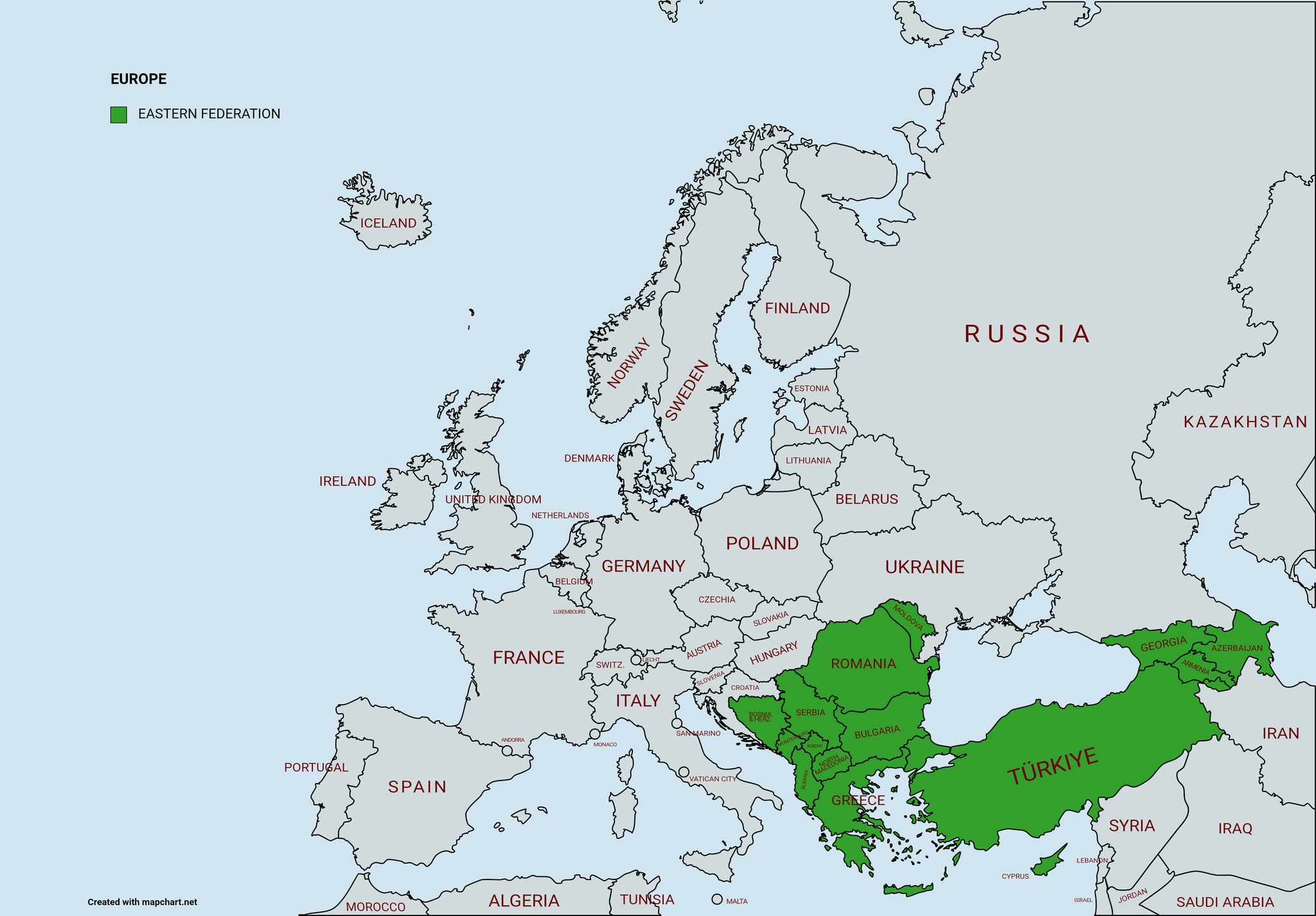
Mapa de la Federación Oriental (en color verde).